# Complexo imune

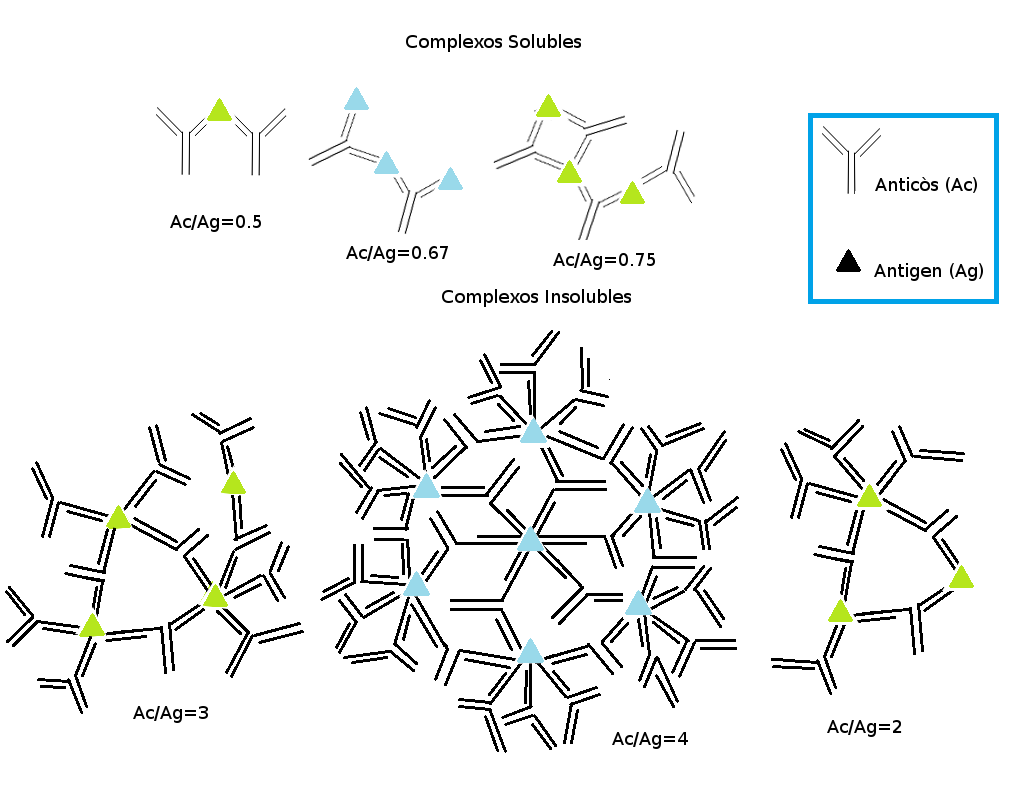
A proporção de antígenos e anticorpos limita o tamanho do complexo imune.

Complexo imune, imunocomplexo ou complexo anticorpo-antígeno são formados quando os linfócitos B aumentam a produção de anticorpos contra um determinados antígenos ou quando há um excesso de antígenos. Múltiplos anticorpos, especialmente IgG e IgM se ligam ao determinante antigênico (epítopo) formando longas cadeias insolúveis.
Complexos antígeno-anticorpo podem ativar a maturação de células dendríticas e promover o desenvolvimento de células T citotóxicas e  células de memória contra antígenos tumorais. Além de atuar como opsoninas (atraindo fagócitos para digerir o antígeno), podem ativar C1q desencadeando a via clássica do sistema complemento.

## Patologias
Normalmente, os complexos imunes insolúveis que se formam são ingeridos pelas células fagocíticas do sistema imunitário ou carregados por hemácias, mas quando há desequilíbrio na proporção de antigênio-anticorpo ou falha na sua limpeza, os complexos imunes se depositam nos tecidos e induzem ativação do sistema complemento, causando inflamação localizada e lesões dos tecidos (reação de hipersensibilidade tipo 3). Geralmente se depositam nas articulações, rins e baço.
Grandes depósitos de complexos imunes são uma característica proeminente de diversas doenças autoimunes, incluindo lúpus eritematoso sistêmico, crioglobulinemia, artrite reumatóide, escleroderma e síndrome de Sjögren.